# Avon, Massachusetts
Avon är en kommun (town) i Norfolk County i delstaten Massachusetts, USA. Vid 2020 års folkräkning hade kommunen 4 777 invånare.